# 不完全雇用

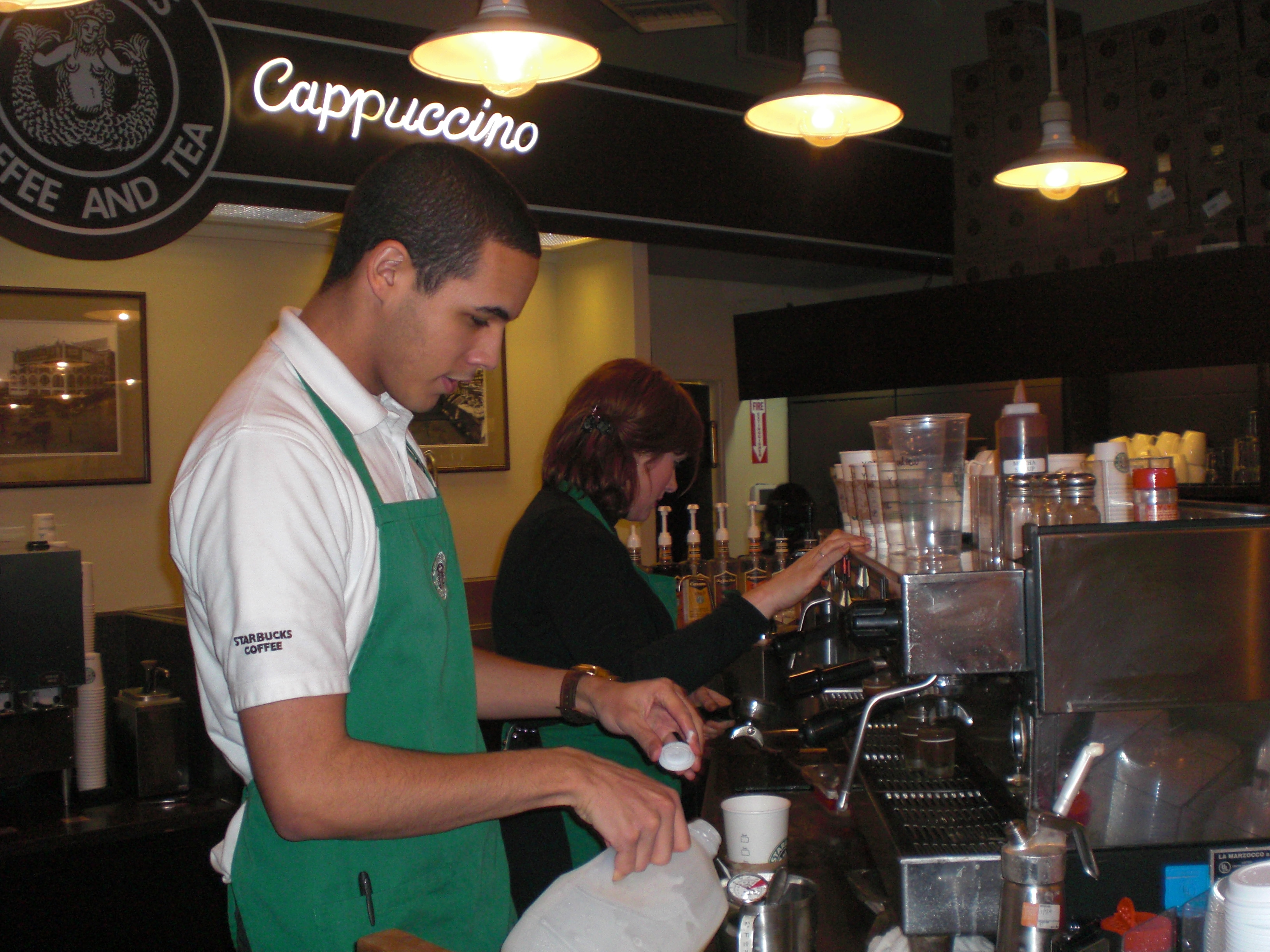
米国の大卒者は学位
が必要な仕事に就けないことが多く、2014年では、その44%が中等教育レベルを必要としないバリスタといったサービス業しか見つけらなかった。

不完全雇用（ふかんぜんこよう、underemployment）、部分失業（ぶぶんしつぎょう, partial unemployment）とは、与えられた仕事が労働者のスキルを使わないものであったり、パートタイムであったり、遊休状態であったりすることにより、労働力が十分に活用されていない状態のこと。例えばフルタイム勤務を希望しているにもかかわらずパートタイムで働いている場合や、職務上の要件を超える学歴、経験、スキルを持っている場合の「資格過剰（オーバークォリファイド）」などが挙げられる。
不完全雇用については、経済学、経営学、心理学、社会学など、さまざまな観点から研究されてきた。たとえば経済学では、不完全雇用という言葉は3種類の異なる意味と用途を持っている。3種の何れの意味も、仕事を探している人が仕事を見つけられない失業とは異なり、その人が働いている状況に関わるものである。どの意味も、ほとんどの公式（政府機関）な失業の定義や測定では見落とされている労働力の過小活用を示唆するものである。
経済学においては、不完全雇用は次のことを指す。
1. 資格過剰（Overqualification）、過剰教育（overeducation）とは、高度な教育、スキルレベル、経験を持っているが、そういった能力を必要としない仕事に就いていることである[6]。たとえば外国で医学教育を受けた医師が、自国でタクシードライバーとして働いている場合、この種の不完全雇用が発生する。
2. 不本意なパートタイム労働（Involuntary part-time）。フルタイムで働くことが可能で、それを望んでいる労働者がパートタイム雇用しか得られない状況をさす[7]。この言葉はまた地域計画の分野でも使われ、雇用機会や訓練の機会がない、もしくは保育や公共交通機関などのサービスが不足しているために、労働参加率が異常に低い地域をさす。
3. 過剰人員配置（Overstaffing）、隠れた失業（hidden unemployment）、偽装失業・労働力の買占め（disguised unemployment,labor hoarding[8]）とは、企業や経済全体が、法律や社会的な制約のため、あるいは季節性の強い仕事であるといった理由の為、現状で商品やサービスの生産に従事させていない労働者を雇用したままにする慣行のこと。

不完全雇用においては、労働者がパートタイムの仕事を見つけることができても、パートタイムの給与が基本的ニーズを満たすのに十分でない場合があるため、貧困の大きな原因となる。特に発展途上国では、ほとんどの労働者が自給自足もしくは突発的パートタイムに従事しているため、失業率が非常に低い一方で、不完全雇用が問題になっている。成人でフルタイム労働に従事するのは、世界平均では人口の26%であり、それは先進国では30～52%と高いが、アフリカの大部分では5～20%と低水準である。

## 統計
労働統計においては、不完全雇用は以下に反映される。
- 米国 - アメリカ合衆国労働省労働統計局（BLS）におけるU6指標。
- 日本 - 労働力調査における追加就労希望就業者
- 欧州連合 - Eurostatにおける不完全雇用パートタイマー。

## 資格過剰
OECDの国際成人力調査（PIAAC）参加国においては、平均して15%が資格過剰（Overqualification）な仕事に就いていると報告した。これはISCED 5Aまたは6の資格を持っていながら ISCED 3以下の職業に就いていることを意味する。その上位国は英国イングランドおよび日本であり、25%を超える労働者がそのような状況にあると回答している。
|                  | ISCED 4レベル履修          | ISCED 4レベル履修    | ISCED 4レベル履修     | ISCED 4レベル履修       | ISCED 5B レベル履修        | ISCED 5B レベル履修  | ISCED 5B レベル履修   | ISCED 5B レベル履修     | ISCED 5A,6 レベル履修      | ISCED 5A,6 レベル履修 | ISCED 5A,6 レベル履修 | ISCED 5A,6 レベル履修   |
| 就業した仕事     | ISCED 3もしくは 以下の仕事 | ISCED 4 が必要な仕事 | ISCED 5B が必要な仕事 | ISCED 5A,6 が必要な仕事 | ISCED 3もしくは 以下の仕事 | ISCED 4 が必要な仕事 | ISCED 5B が必要な仕事 | ISCED 5A,6 が必要な仕事 | ISCED 3もしくは 以下の仕事 | ISCED 4 が必要な仕事  | ISCED 5B が必要な仕事 | ISCED 5A,6 が必要な仕事 |
| ---------------- | -------------------------- | -------------------- | --------------------- | ----------------------- | -------------------------- | -------------------- | --------------------- | ----------------------- | -------------------------- | --------------------- | --------------------- | ----------------------- |
| 豪州             | 48                         | 40                   | 8                     | 5                       | 39                         | 10                   | 37                    | 13                      | 14                         | 3                     | 10                    | 73                      |
| オーストリア     | 29                         | 59                   | 6                     | 6                       | 26                         | 11                   | 46                    | 17                      | 10                         | 7                     | 7                     | 76                      |
| カナダ           | 35                         | 31                   | 29                    | 5                       | 25                         | 18                   | 44                    | 12                      | 12                         | 3                     | 16                    | 69                      |
| チリ             |                            |                      |                       |                         | 33                         |                      | 59                    | 8                       | 6                          |                       | 26                    | 68                      |
| チェコ           |                            |                      |                       |                         |                            |                      |                       |                         | 20                         |                       | 5                     | 75                      |
| デンマーク       |                            |                      |                       |                         | 17                         | 1                    | 71                    | 12                      | 10                         | 1                     | 15                    | 74                      |
| エストニア       | 59                         | 23                   | 16                    | 2                       | 37                         | 8                    | 46                    | 9                       | 11                         | 3                     | 22                    | 64                      |
| フィンランド     | 42                         | 23                   |                       | 35                      | 21                         | 4                    |                       | 75                      | 9                          | 1                     |                       | 90                      |
| フランス         |                            |                      |                       |                         | 26                         |                      | 54                    | 20                      | 13                         |                       | 12                    | 75                      |
| ドイツ           | 78                         |                      | 13                    | 9                       | 29                         |                      | 54                    | 17                      | 13                         |                       | 7                     | 80                      |
| ギリシャ         | 49                         | 41                   | 7                     | 3                       | 24                         | 9                    | 57                    | 10                      | 13                         | 4                     | 8                     | 74                      |
| アイルランド     | 40                         | 46                   | 10                    | 4                       | 28                         | 17                   | 40                    | 16                      | 13                         | 5                     | 13                    | 68                      |
| イスラエル       |                            |                      |                       |                         | 40                         |                      | 44                    | 16                      | 17                         |                       | 7                     | 77                      |
| イタリア         |                            |                      |                       |                         |                            |                      |                       |                         | 24                         |                       |                       | 74                      |
| 日本             |                            |                      |                       |                         | 51                         | 5                    | 36                    | 7                       | 29                         | 3                     | 10                    | 58                      |
| 韓国             |                            |                      |                       |                         | 39                         |                      | 45                    | 16                      | 14                         |                       | 20                    | 65                      |
| オランダ         |                            |                      |                       |                         | 34                         |                      | 25                    | 41                      | 17                         |                       | 2                     | 81                      |
| ニュージーランド | 62                         | 23                   | 9                     | 6                       | 41                         | 14                   | 22                    | 23                      | 17                         | 2                     | 8                     | 73                      |
| ノルウェー       | 38                         | 46                   | 4                     | 11                      | 20                         | 12                   | 36                    | 32                      | 10                         | 3                     | 3                     | 85                      |
| ポーランド       | 54                         | 21                   |                       | 25                      |                            |                      |                       |                         | 16                         | 3                     |                       | 81                      |
| スロバキア       |                            |                      |                       |                         |                            |                      |                       |                         | 20                         | 1                     |                       | 79                      |
| スロベニア       |                            |                      |                       |                         | 23                         |                      | 66                    | 11                      | 9                          |                       | 12                    | 79                      |
| スペイン         |                            |                      |                       |                         | 38                         |                      | 48                    | 11                      | 17                         |                       | 6                     | 76                      |
| スウェーデン     | 43                         | 20                   | 11                    | 27                      | 22                         | 10                   | 21                    | 47                      | 10                         | 3                     | 6                     | 81                      |
| トルコ           |                            |                      |                       |                         | 43                         |                      | 45                    | 13                      | 9                          |                       | 6                     | 85                      |
| 米国             | 57                         | 24                   | 10                    | 9                       | 40                         | 13                   | 27                    | 19                      | 14                         | 2                     | 6                     | 78                      |
| 英国イングランド |                            |                      |                       |                         | 50                         |                      | 28                    | 22                      | 28                         |                       | 7                     | 65                      |
| OECD平均         |                            |                      |                       |                         | 32                         | 10                   | 44                    | 20                      | 15                         | 3                     | 10                    | 75                      |

## 不本意なパートタイム労働
不完全雇用パートタイマー（Underemployed part-time worker）とは、現在パートタイムで雇用されているが、さらに労働時間を増やしたいと思っており、それが可能な者を指す。
Eurostatによれば、2020年における不完全雇用パートタイマーは拡大労働力の3.0%であった（一方で、労働時間の延長を望まないパートタイマーは拡大労働力の9.2%）。
日本においては、本人理由で希望している以外に非正規雇用で働いている状態は、不本意非正規（ふほんいひせいき）と呼ばれている。「やむをえず型フリーター」などが該当する。

OECD各国の全雇用者に占める、不本意パートタイマー割合

## 雇用した労働者の活用不足
第三の「不完全雇用」の定義は、第一と第二とは正反対の現象になる。一部の経済学者においてこの言葉は「過剰人員配置」「隠れた失業」を意味し、企業または経済全体が、完全に稼働していない労働者（すなわち経済的に生産性のない、もしくは生産性の低いもしくは、経済的に非効率な従業員）を雇用する慣習を指している。